# 聖伊麗莎白堂區
聖伊麗莎白堂區（英語：Saint Elizabeth Parish）是牙買加的14個堂區之一，屬於康沃爾郡的一部分，位於該國西南部，北接聖詹姆斯堂區和特里洛尼堂區，東鄰曼徹斯特堂區，南臨加勒比海，西毗威斯特摩蘭堂區，首府設於布莱克里弗，面積1,212.4平方公里，2001年人口148,000。

## 外部連結
- Parish Information
- Statistical Institute of Jamaica （页面存档备份，存于）
- Political Geography of Jamaica （页面存档备份，存于）
- Mexico Cave - JCO Report （页面存档备份，存于）
- Parishes of Jamaica
- Stats

18°03′N 77°47′W / 18.050°N 77.783°W